# Adneter Riedl
Riedl ist eine Ortslage am gleichnamigen Höhenrücken am Ostrand des Halleiner Beckens und gleichzeitig als Adneter Riedl Ortschaft und Stadtteil sowie als Adnet II eine Katastralgemeinde der Stadtgemeinde Hallein, letztlich als Riedl Ortschaft der Gemeinden Adnet und Bad Vigaun, alle im Tennengau (Bezirk Hallein) im österreichischen Bundesland Salzburg.

## Geographie
Der Adneter Riedl (Riedl = ‚Rücken, Bergrücken‘), nördlicher Teil auch Heuberg (556 m ü. A.) genannt, ist die knapp 100 m hohe Reliefzunge, die die Adneter Talung am unteren Almbach vom Salzachtal trennt und sich bis Bad Vigaun erstreckt. Seine Nordgrenze bildet die Engstelle des Almbachs zum Oberalmberg, das Vorderwiestal; südlich läuft er in die Terrasse von Weinleiten oberhalb der Taugl aus. Nach Osten bildet der Riedl einen Vorberg des Schlenken–Schmittenstein-Massivs (1648 m ü. A./1695 m ü. A.).
Die Siedlung am Nordwest-Fuß des Bergs gehört als Stadtteil zu Hallein und bildet auch die Katastralgemeinde Adnet II.
Der Rest der Höhen- und salzachseitigen Vorlagen im Nordteil gehört als Riedl zu Adnet und umfasst den Weiler Mayerhof mit Lasterhub sowie weitere zerstreute Häuser südwärts. Das Dorf Aigen und die Weiler Eibl, Stocker und Wallmann im Süden bilden die Ortschaft Riedl der Gemeinde Bad Vigaun.
Insgesamt umfasst Riedl heute etwa 200 Gebäude und hat 567 Einwohner (Stand 1. Jänner 2024), davon etwa zwei Fünftel im Halleiner Stadtgebiet und je rund ein Fünftel in Adnet und Vigaun.
|  |

Das landwirtschaftlich geprägte Siedlungsgebiet gilt als gute Ortslage und ist als Spazierberg wichtiges Naherholungsgebiet der Stadt. Die weite Sicht in das Panorama des Halleiner Beckens gibt (von Süd nach Nord) Ausblick auf das Tennengebirge, das Hagengebirge, das Göllmassiv mit dem Roßfeld sowie Blicke zum Untersberg und in die Salzburger Voralpen (Osterhorngruppe).
|  |

Nachbarortschaften
| Oberalm (Marktort d. Gem.)                    |                                             |                                                |
| Gries (Gem. Hallein) Burgfried (Gem. Hallein) | Kompassrose, die auf Nachbargemeinden zeigt | Adnet (Hauptort d. Gem.) Spumberg (Gem. Adnet) |
| Gamp ∗ (Gem. Hallein)                         | Vigaun (Hauptort d. Gem.)                   |                                                |

∗ Gamp grenzt nicht direkt an, da formal die Salzach dort zur Ortschaft Burgfried gehört

## Geschichte
Der Heuberg und das rechte Salzachtal davor, das Adneter Gries, gehörten, wie der Name sagt, ursprünglich zu Adnet, die südlichen Lagen des Riedls zu Vigaun. Nach dem Anschluss Österreichs an Nazideutschland 1938 wurden allerorten in Österreich Großgemeinden gebildet. So wurde das almbachnahe Gebiet per 1. Jänner 1939 der Stadt Hallein zwangseingemeindet („Groß-Hallein“, daher auch die Nummerung «2.» der Halleiner Katastralgemeinde). Dafür erhielt Adnet das – bis dahin zur gleichzeitig aufgelösten Gemeinde Oberalm gehörige – Almbach-rechtsufrige Vorderwiestal. Da die Oberalmer sich nach dem Krieg energisch gegen die Eingemeindung wehrten und die Marktgemeinde 1952 wiederhergestellt wurde, kam das Vorderwiestal wieder zu Oberalm; Gries und die Halleiner Riedl-Siedlung blieben aber bei Hallein.

## Infrastruktur und Bauten
- Fußballplatz (An der Sandriese, Union Hallein)
- Polizei- und Schutzhundeverein Hallein,[4] sowie Tierheim Hallein (An der Sandriese)[5]
- Haus 47°40′48″N/13°8′12″E (preisgekröntes Wohnhaus der Moderne, 2002–07)

## Kultur und Sehenswürdigkeiten

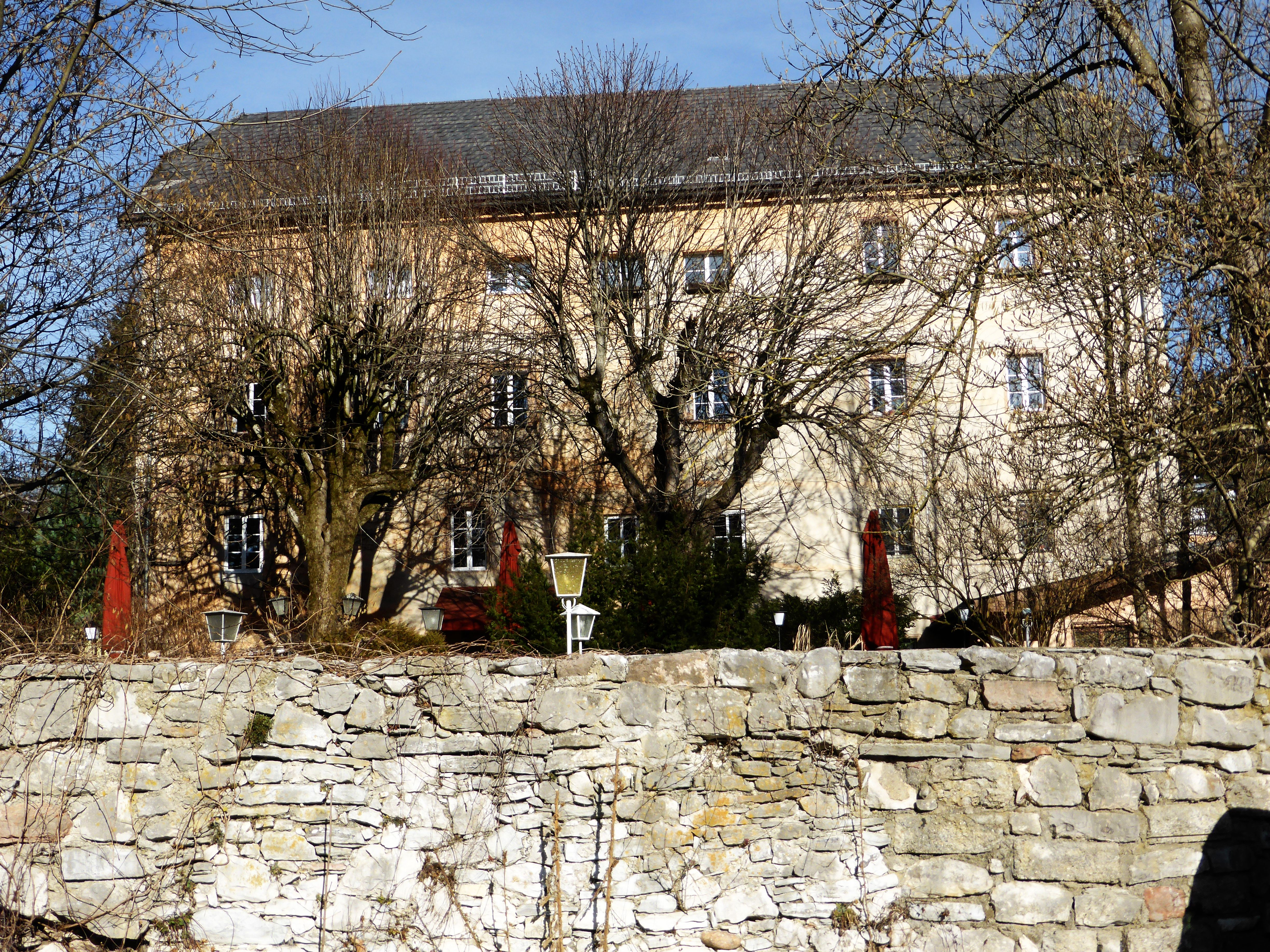
Ehemaliges Schloss Altdorf

- Ehemaliges Schloss Altdorf (Ex-Gasthof Schloßbauer, heute Restaurant, unter Denkmalschutz)